# Reinhold Bernhardt

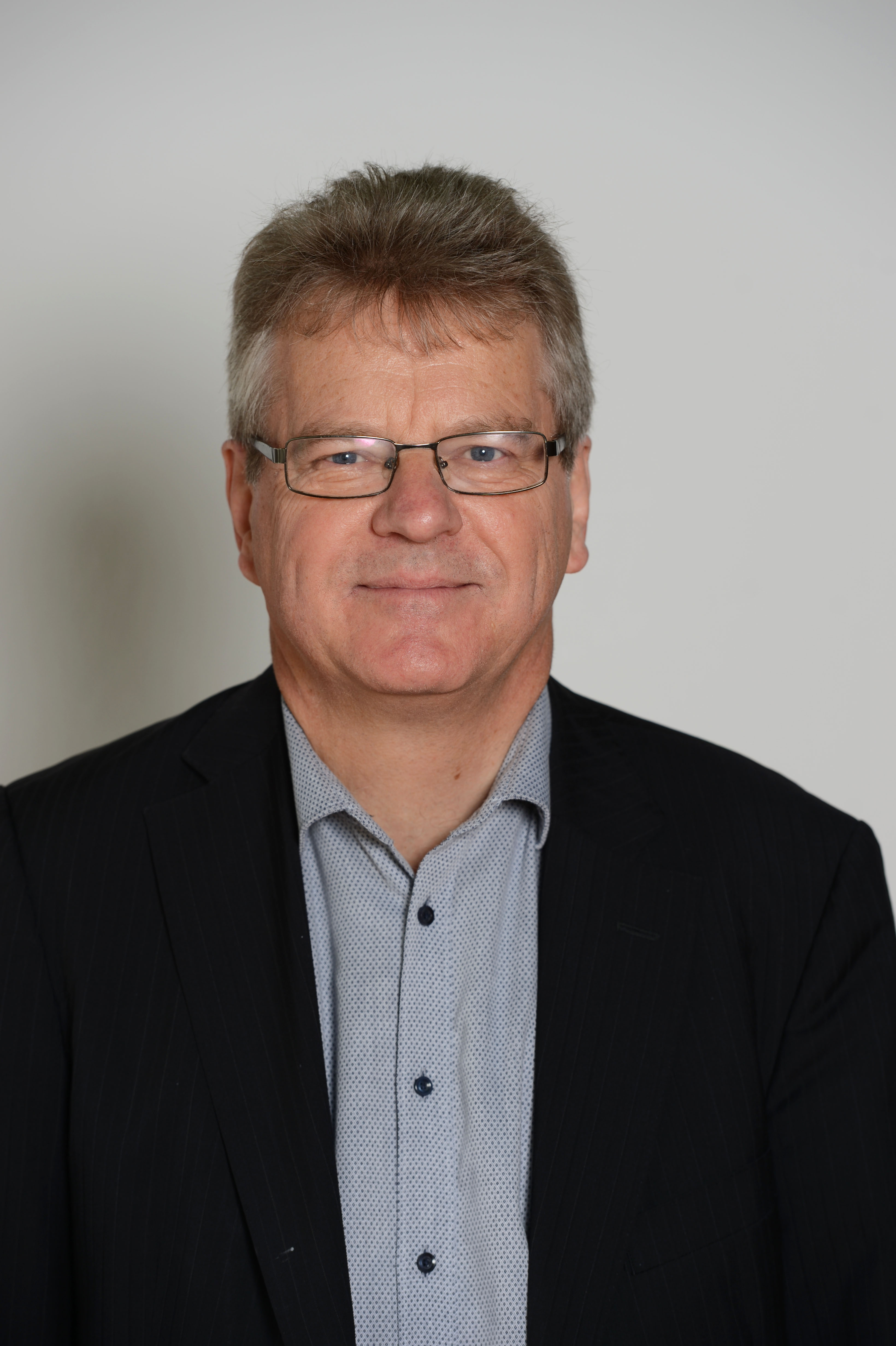
Reinhold Bernhardt 2018

Reinhold Bernhardt (* 25. Januar 1957 in Frischborn, Oberhessen) war seit 2001 Professor für Systematische Theologie und Dogmatik an der Universität Basel. Ende Januar 2024 wurde er emeritiert.

## Leben
Im Jahr 1989 wurde Bernhardt an der Theologischen Fakultät in Heidelberg promoviert. Von 1991 bis 1996 war er Studienleiter am Ökumenischen Institut und Studentenwohnheim der Universität Heidelberg. Von 1996 bis 1998 hatte er ein Habilitationsstipendium der DFG. In diese Zeit (Herbst 1997) fiel auch eine Gastdozentur an der Vanderbilt University in Nashville, Tennessee. Er wurde an der Theologischen Fakultät in Heidelberg 1998 habilitiert. Im Wintersemester 2000/01 erhielt er einen Ruf auf den Lehrstuhl für Systematische Theologie an der Universität Osnabrück, ging dann aber nach Basel. Von 2006 bis 2008 und von 2018 bis 2020 war er Dekan der dortigen Theologischen Fakultät, von 2022 bis Januar 2024 Studiendekan.
Sein Arbeitsschwerpunkt ist vor allem die Theologie der Religionen, daneben aber auch das „Handeln Gottes“ (Vorsehungslehre) und Grundfragen der Beziehung zwischen Theologie und Naturwissenschaft. Er bearbeitet Themen der Theologie in Auseinandersetzung mit außertheologischen Ansätzen und Diskussionen sowie in Bezug auf nichtchristliche Religionen.
Bernhardt war von 2004 bis 2017 Redakteur der Theologischen Zeitschrift. Er ist Herausgeber der Reihe Beiträge zu einer Theologie der Religionen (seit 2020 zusammen mit Hansjörg Schmid) und Mitherausgeber der Reihen: Scientia & Religio und Studien zur systematischen Theologie und Ethik. Von 2014 bis 2018 leitete Bernhardt eine Arbeitsgruppe der GEKE zum Thema Religiöse Pluralität in Europa, aus der ein Studiendokument unter dem gleichen Titel hervorging. Seit 2023 ist er Mitglied der Commission on Ecumenical Education and Formation des Ökumenischen Rates der Kirchen und der  Europäischen Akademie der Wissenschaften und Künste (Academia Scientiarum et Artium Europaea), Klasse VII: Weltreligionen.

## Veröffentlichungen (Auswahl)
Monographien
- Der Absolutheitsanspruch des Christentums. Von der Aufklärung bis zur Pluralistischen Religionstheologie, Gütersloh 1990, 2. Aufl. 1993, span. Übersetzung: La pretensión de absolutez del christianismo. Desde la Ilustración hasta la teología pluralista de la religión (Religiones en Diálogo 6), Bilbao 2000.
- Zwischen Größenwahn, Fanatismus und Bekennermut. Für ein Christentum ohne Absolutheitsanspruch, Stuttgart 1994, engl. Übersetzung: Christianity Without Absolutes, London 1994.
- Was heißt „Handeln Gottes“? Eine Rekonstruktion der Lehre von der Vorsehung, Gütersloh 1999, 2. Aufl. (Studien zur systematischen Theologie und Ethik 55), Münster et al. 2008.
- Ende des Dialogs? Die Begegnung der Religionen und ihre theologische Reflexion (Beiträge zu einer Theologie der Religionen 2), Zürich 2006.
- Inter-Religio. Das Christentum in Beziehung zu anderen Religionen (Beiträge zu einer Theologie der Religionen 16), Zürich 2019.
- Klassiker der Religionstheologie im 19. und 20. Jahrhundert. Historische Studien als Impulsgeber für die heutige Reflexion (Beiträge zu einer Theologie der Religionen 20), Zürich 2020.
- Jesus Christus – Repräsentant Gottes. Christologie im Kontext der Religionstheologie (Beiträge zu einer Theologie der Religionen 23), Zürich 2021.
- Monotheismus und Trinität. Gotteslehre im Kontext der Religionstheologie (Beiträge zu einer Theologie der Religionen 25), Zürich 2023.
- Religionstheologie als Religionskritik. Studien zu radikalisierter Religion und zum Christentum im Kontext von Pluralität und Säkularität (Beiträge zu einer Theologie der Religionen 27), Zürich 2023.

Herausgeberschaften
- Horizontüberschreitung. Die pluralistische Theologie der Religionen, Gütersloh 1991.
- mit Ulrike Link-Wieczorek: Metapher und Wirklichkeit. Von der Logik der Bildhaftigkeit im Reden von Gott, Mensch und Natur. Dietrich Ritschl zum 70. Geburtstag. Göttingen 1999.
- mit Georg Pfleiderer: Christlicher Wahrheitsanspruch – historische Relativität. Auseinandersetzung mit Ernst Troeltschs Absolutheitsschrift im Kontext heutiger Religionstheologie (Christentum und Kultur. Basler Studien zu Theologie und Kulturwissenschaft des Christentums 4), Zürich 2004.
- mit Perry Schmidt-Leukel: Kriterien interreligiöser Urteilsbildung (Beiträge zu einer Theologie der Religionen 1), Zürich 2005.
- mit Thomas K. Kuhn: Religionsfreiheit. Schweizerische Perspektiven (Beiträge zu einer Theologie der Religionen 3), Zürich 2007.
- mit Perry Schmidt-Leukel: Multiple religiöse Identität. Aus verschiedenen religiösen Traditionen schöpfen (Beiträge zu einer Theologie der Religionen 5), Zürich 2008.
- mit Christoph Stückelberger: Calvin global. How faith influences societies (Globethics.net series 3), Genf 2009.
- mit Klaus von Stosch: Komparative Theologie. Interreligiöse Vergleiche als Weg der Religionstheologie (Beiträge zu einer Theologie der Religionen 7), Zürich 2009.
- mit Perry Schmidt-Leukel: Interreligiöse Theologie. Chancen und Probleme (Beiträge zu einer Theologie der Religionen 11), Zürich 2013.
- mit Ernst Fürlinger: Öffentliches Ärgernis? Moscheebaukonflikte in Deutschland, Österreich und der Schweiz (Beiträge zu einer Theologie der Religionen 12), Zürich 2015.
- mit Verena Grüter: Musik in interreligiösen Begegnungen (Beiträge zu einer Theologie der Religionen 14), Zürich 2019.
- mit Hansjörg Schmid: Konflikttransformation als Weg zum Frieden. Christliche und islamische Perspektiven (Beiträge zu einer Theologie der Religionen 18), Zürich 2020.

Festschrift zum 60. Geburtstag: Blasphemie. Anspruch und Widerstreit in Religionskonflikten, hg. von Matthias D. Wüthrich, Matthias Gockel, Jürgen Mohn, Tübingen 2020.